# Трайко Китанчев
Трайко Цветков Китанчев с псевдоним Даскалетина (изписване до 1945 година: Трайко Цвѣтковъ Китанчевъ) е български учител, обществен деец, поет, публицист, политик, деец на Демократическата партия, редовен член на Българското книжовно дружество (от 1894 година), революционер, пръв председател на Македонския комитет и организатор на Четническата акция в 1895 година.

## Биография
Трайко Китанчев е роден през 1858 година в село Подмочани, Ресенско. Баща му е градинар и се преселва със семейството си от Подмочани в Ресен. Брат му Ефтим Китанчев е български офицер и дипломат. Трайко Китанчев учи в Ресен през 1868 - 1869 година, същата година е изпратен заедно с Андрей Башев от митрополит Натанаил Охридски да учи в Цариград в българското училище във Фенер при Петко Славейков, където негов съученик е Димитър Благоев. През това време е издържан от Българското благодетелно братство „Просвещение“. От 1874 учи в Духовната семинария в Киев, която завършва през 1879 година, след което за кратко следва право в Москва, но в 1880 година прекъсва поради болест. След завръщането си от 1881 до 1882 година е учител в Петропавловската семинария на Лясковския манастир.
През учебната 1882–1883 година Китанчев е учител в българската мъжка гимназия в Солун, където преподава география, всеобща история и словесност. Тук той разработва първата учебна програма, води борба срещу чуждите пропаганди и заедно с други колеги прави опит да основе българска печатница и да издава вестник.
През 1883 – 1884 година Трайко Китанчев работи като учител в Пловдив, през 1884 – 1885 година e в Габрово, а след това през 1885 – 1886 година – в София. В 1885 година пише във вестник „Македонски глас“ под псевдоним Даскалетина. При избухването на Сръбско-българската война през 1885 година Китанчев заминава като доброволец на фронта. От 1886 до 1890 година е училищен инспектор в Търновско.
Китанчев развива активна политическа дейност. Първоначално е привърженик на Петко Каравелов и член на Либералната партия. Сближава се със Стефан Стамболов, като известно време двамата дори живеят в една стая. По време на преврата през август 1886 г. Китанчев е заедно с него в Търново и пише под негова диктовка прокламацията, с която превратът се обявява за незаконен.
По-късно, по време на управлението на Стамболов, Китанчев се разочарова от външнополитическия курс на страната и отношенията между двамата охладняват. Китанчев отново започва да подкрепя Петко Каравелов. През 1892 година е осъден на три години затвор по обвинение в съучастие в опита за убийство на Стамболов, при който загива финансовият министър Христо Белчев.
Освободен от затвора на 20 май 1894 година, два дни след падането на Стамболов и 8 дни преди изтичането на окончателния срок на присъдата, Китанчев с ореола на мъченик се включва активно в политическия живот на страната. Участва в опита за основаване на Радикална партия през юни в хотел „Константинопол“. На 19 септември е избран за депутат от Търново като кандидат на Демократическата партия на Каравелов. В Осмото обикновено народно събрание оглавява каравелистката група и е един от най-дейните оратори.
В края на 1894 г. Китанчев става председател на емигрантската македонска организация „Братски съюз“. Китанчев е сред основните инициатори за обединяване на македонските дружества в България и става пръв председател на създадения през март 1895 година Македонски комитет и на създаденото през април същата година Софийско македоно-одринско дружество. Китанчев понася тежко неуспеха на Четническата акция и умира от инфаркт през лятото на същата година.

## Творчество
Китанчев е автор на баладата „Дядо Недялко“, на 35 стихотворения, много статии и речи. Китанчев пише във вестниците „Право“, „Знаме“ и списание „Мисъл“. В 1893 година превежда за пръв път на български „Дон Кихот“ на Сервантес, а през 1894 година - „Шинел“ и „Невски проспект“ на Николай Гогол. Известен е като един от най-добрите оратори на своето време.

## За него
Симеон Радев, съгражданин на Китанчев, го нарича:
| „ | ...една от най-чистите, бих казал, най-светлите фигури на българската демокрация... | “ |

Павел Делирадев, деец на ВМОРО и санданист, в биографията на Яне Сандански, между другото пише и за Трайко Китанчев:
| „ | Починът за основаването на македонските дружества принадлежи на Трайко Китанчев, честен демократ и предан син на своето отечество Македония. Роден е в с. Подмочани, Ресенско, на 1 септември 1858 г. Когато из България, а отчасти и в Румъния се основали доста Македонски дружества, през 1895 г. бил свикан в София първият конгрес (09-38 март). На този конгрес бил приет устава и избран Македонският комитет с председател Трайко Китанчев. Една от главните задачи на М. К. е била агитацията в другите балкански дьржавици за общо действие в полза на автономията. За първата си авантюра княз Фердинанд използва доброто име и първичния автономистически характер на македонските дружества. От своя страна и Китанчев даде пълна подкрепа на царедворската акция, като мислеше, че и тя е проникнала от същите помишления и чувства, които изпълваха неговата душа и разум. И при първото усъмняване в подлите намерения на двореца, той преживял такова дълбоко душевно вълнение, при което му се пукнало сърцето и той починал на I август 1895 г. в разцвета на силите си, едва 37-годишен... | “ |

Петър Манджуков пише:
| „ | ... Усетил късно тая мизерна игра на княз Фердинанда, председателят на Върховния македонски комитет в София, Трайко Китанчев от с. Подмочани, Ресенско, един безукорно честен човек, който по време на Стамболовата диктатура, обвинен в заговор, дълги години лежа в затворите (в IV и V участък и в Черната Джамия в София и в окръжния затвор в Хасково) – та усетил късно тая мизерна игра на княз Фердинанда, Трайко Китанчев не можа да понесе тая гавра с родната му страна и с идеалите на македонците и през месец август 1895 година умря от разрив на сърцето. | “ |

## Галерия
- Портрет от 1896 г. Фото Иван Карастоянов
- Печат на Врачанското благотворително културно-просветно братство „Трайко Китанчев“
- Паметникът „Паднали за свободата на Македония“ в Кюстендил с името на Китанчев (втори в третата колона)
- Писмо на Китанчев до Захарий Стоянов с информация, предназначена за биографията на Левски, 18 октомври 1884 г.